# Esteban Lazo
Pour les articles homonymes, voir Lazo.
Juan Esteban Lazo Hernández dit Esteban Lazo, né le 26 février 1944 « dans un milieu rural et très pauvre », à Jovellanos dans la province de Matanzas, est un économiste et homme politique cubain.

## Biographie
Adolescent, Juan Esteban Lazo Hernández participe à la révolution cubaine, et bénéficie ensuite des mesures sociales qui sont introduites, accédant à l'éducation. Il étudie tardivement les sciences sociales en République démocratique allemande. 
Titulaire d'une licence d'économie, il devient membre du comité central du Parti communiste cubain en 1980, et est élu député à l'Assemblée nationale du pouvoir populaire en 1981. En 1982, il est nommé premier secrétaire de la branche du parti dans sa province natale, puis de celle de la Province de Santiago de Cuba en 1986, et enfin de celle de La Havane en 1994.
En 2006, il est nommé ambassadeur de Cuba auprès des Nations unies. Après les élections législatives de 2008, il devient l'un des cinq vice-présidents du Conseil d'État qui dirige le pays.
Le 24 février 2013, à la suite des élections législatives du 3 février, Lazo est élu président de l'Assemblée nationale, succédant à Ricardo Alarcón.
« Principal politicien noir de Cuba » il est « réputé pour son orthodoxie » sur le plan politique et économique.
Le 10 octobre 2019, Esteban Lazo est élu président du Conseil d'État, fonction qui se retrouve dépourvue de ses attributions de chef d'État après l'adoption d'une nouvelle constitution par référendum. Il succède à Miguel Díaz-Canel, élu président de la République.